# Sergi Fernández
Sergio Fernández Vila (Calviá, Islas Baleares, 25 de febrero de 1985) es un jugador español de hockey patines, internacional absoluto con la Selección nacional, que ocupa la demarcación de portero.

## Trayectoria
Nacido en la localidad mallorquina de Calviá, se trasladó con su familia con dos años a Caldas de Montbuy, en Barcelona, y allí es donde empezó a jugar al hockey sobre patines.
Fernández jugó al hockey en Caldes desde la escuela hasta la categoría Infantil de primer año. Entonces ya pasó al Vic, equipo en el que jugó desde los 11 años. Tras tres años cedido al Roncato Patí Vic, Sergi Fernández llegó al Barça el verano de 2010.
Ha compartido el puesto de portero en el FC Barcelona con Aitor Egurrola.

## Palmarés selección
- 4 Campeonatos del Mundo "A"  (2007 - 2009 - 2011 - 2013)
- 5 Campeonatos de Europa (2006 - 2008 - 2010 - 2012 -2018)